# Cristadelfiani

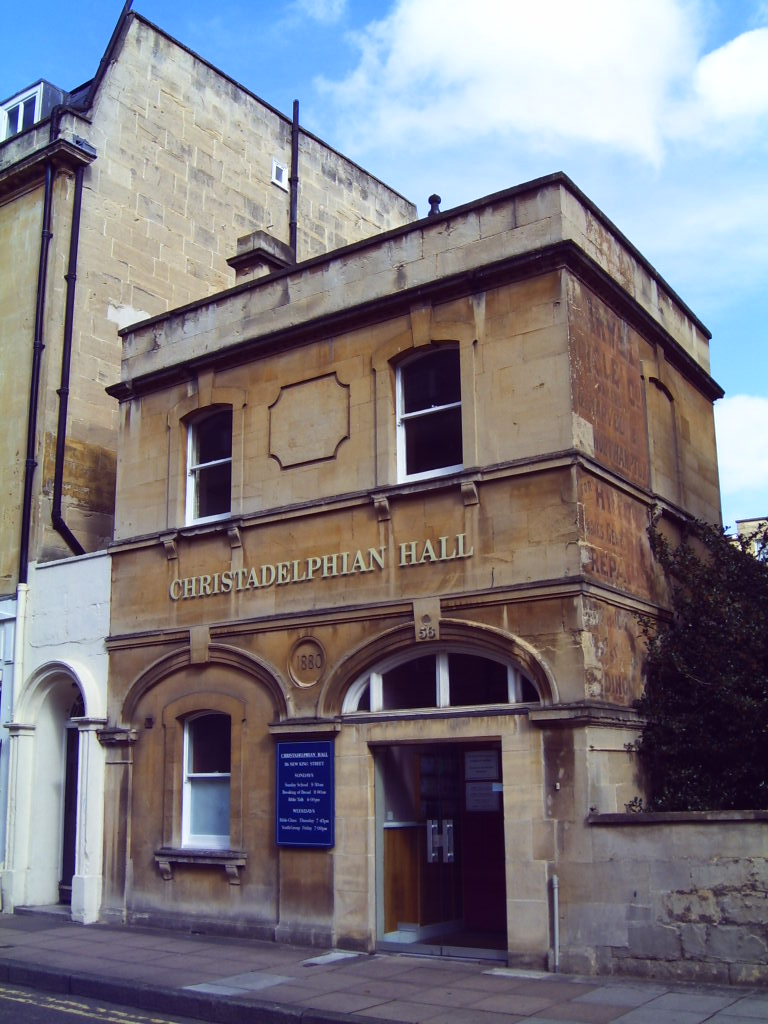
Una cappella cristadelfiana, a Bath, Inghilterra

I cristadelfiani (termine derivato dalla locuzione greca che significa "fratelli in Cristo") sono un movimento religioso cristiano che si sviluppò nel Regno Unito e nell'America settentrionale nel corso del XIX secolo.
La loro presenza è stimata in circa 60.000 fedeli.

## Storia

### Origini
Molte delle credenze a cui oggi credono i cristadelfiani erano già emerse nell'ambito di alcuni gruppi della Riforma protestante più radicale, come i sociniani o gli unitariani. In particolare, le opinioni di Fausto Sozzini e John Biddle sulla cristologia. Il Restaurazionismo e i movimenti avventisti della metà del XIX secolo avevano portato alla nascita di diversi piccole comunità che propugnavano simili principi e che spesso si associarono gli uni agli altri.
L'inizio dei cristadelfiani come gruppo distinto può essere fatto risalire alla pubblicazione nel 1848 del libro Elpis Israel da parte di John Thomas, nel quale questi spiegava la propria interpretazione dei principali insegnamenti della Bibbia. I gruppi che gli furono legati presero molti diversi nomi: Believers ("Credenti"), Baptised Believers ("Battezzati credenti"), Baptised Believers in the Kingdom of God ("Battezzati credenti nel Regno di Dio"), The Antipas. Al tempo della Guerra civile americana, la richiesta di affiliazione della Chiesa fu richiesta per poter ottenere lo status di obiettore di coscienza, e ai fini della registrazione John Thomas scelse nel 1865 il nome di "Christadelphian ("cristadelfiani").

### I primi anni (1865-1914)
I diversi gruppi che si riconoscevano negli insegnamenti di John Thomas si consolidarono in un'unica comunità, nella quale si era stabilito un certo grado di omogeneità nelle credenze e nelle pratiche del culto. La denominazione si espanse nel mondo anglofono e soprattutto nelle Midlands inglesi e in alcune zone dell'America settentrionale.
- Nel 1873 dai cristadelfiani si staccò il gruppo della "Nazarene Fellowship"[4], che si estinse prima del 1914, anche se l'insegnamento di Turney ha ancora qualche aderente individuale.
- Negli anni 1884 e 1885 sorse una disputa teologica riguardo l'ispirazione della Bibbia: Robert Ashcroft, uno dei membri più influenti, scrisse un articolo che metteva in discussione i principi ritenuti validi dalla comunità e di conseguenza ne uscì: il suo gruppo formò una nuova comunità, che prese il nome dalla via nella quale avvenivano gli incontri ("Suffolk Street Fellowship"). Questo gruppo è tornato al gruppo principale nel 1957.
- Una terza suddivisione ebbe luogo nel 1898 e fu incentrata sul Giudizio finale: si discusse sul ritorno di Cristo sulla terra, se sarebbe stato limitato ai credenti battezzati o sarebbe stato per tutti coloro che avevano ascoltato il messaggio del Vangelo. La maggioranza era a favore della seconda interpretazione e di conseguenza emendarono lo Statuto della Fede per chiarificare questo punto. Coloro che non accettarono l'emendamento divennero la "Unamended Fellowship"[5], mentre il gruppo di maggioranza divenne in genere noto come "Temperance Hall Fellowship" o "Amended Fellowship". Questo gruppo di minoranza esiste ancora in America del Nord.

### Le Guerre mondiali (1915-1945)
La posizione cristadelfiana sull'obiezione di coscienza venne alla ribalta in occasione della coscrizione durante la prima guerra mondiale. Vari gradi di esenzione dal servizio militare furono garantiti ai cristadelfiani nel Regno Unito, in Canada, Nuova Zelanda e Stati Uniti.
- Nel 1923 ha avuto luogo una quarta ed ultima divisione. La questione del servizio poliziotti ausiliari fece parte dei motivi che determinarono un'ulteriore secessione delle chiese nel sud di Londra che divenne la "Berean Fellowship"[6], che a sua volta si divise poco dopo sulla questione del divorzio e delle seconde nozze, dando origine alla "Dawn Fellowship"[7]. La maggior parte di questi gruppi è tornato al gruppo principale negli anni settanta e ottanta.

Negli anni trenta i pochi cristadelfiani in Russia furono esiliati in Siberia. I pochissimi presenti in Italia emigrarono, con l'assistenza dei parenti, nella chiesa italiana in Garfield, New Jersey. Durante la seconda guerra mondiale l'esenzione significò dover intraprendere lavori civili al comando delle autorità. La chiesa in Germania divenne sotterranea e due dei suoi membri più importanti furono condannati a morte.

### Il dopoguerra (dal 1945 ad oggi)
All'inizio degli anni cinquanta la maggioranza della "Berean Fellowship" si riunì nuovamente alla "Temperance Hall Fellowship", mentre la minoranza continuò come comunità indipendente. Nel 1957 e 1958 si riunì al gruppo principale anche la "Suffolk Street Fellowship", la quale aveva a sua volta già riassorbito la maggioranza della "Unamended Fellowship" fuori dall'America settentrionale. I gruppi riuniti, che comprendevano la grande maggioranza dei cristadelfiani, divennero noti come "Central Fellowship", che prese il nome dalla "Birmingham Central ecclesia". I gruppi non riuniti formarono invece la "Old Paths Fellowship".
Il periodo post-bellico vide inoltre un accentuarsi della cooperazione e dell'interazione tra le diverse comunità, che risultarono nell'istituzione di corsi biblici non solo domenicali e nella nascita di associazioni nazionali, quali la "Christadelphian Bible Missions" per la predicazione e la "Christadelphian Meal-A-Day Fund" per attività pastorali e umanitarie. Tali attività furono accompagnate dall'espansione nei paesi in via di sviluppo, che attualmente raccolgono circa il 40% dei cristadelfiani.

## Credenze

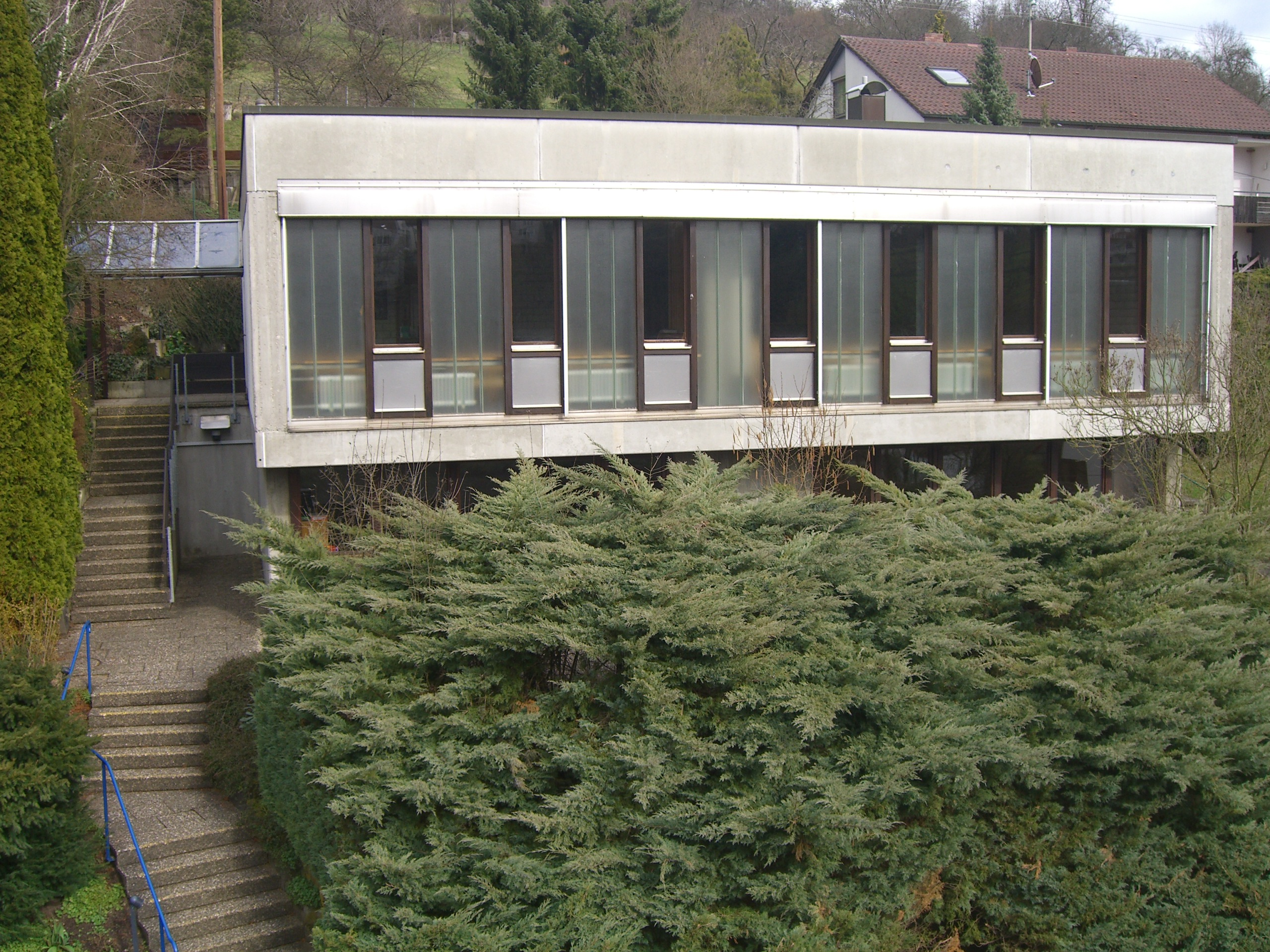
Cappella cristadelfiana, Esslingen, Germania

I cristadelfiani affermano che le loro credenze si basano interamente sulla Bibbia e non accettano alcun altro testo come ispirato da Dio. Credono che Dio sia il creatore dell'universo, padre dei veri credenti, e che sia distinto dal proprio figlio Gesù Cristo e che lo Spirito Santo sia il potere di Dio usato per la creazione e per la salvezza.
Gesù Cristo è secondo loro il Messia promesso, nel quale le profezie e le promesse del Vecchio Testamento trovano il proprio compimento. Lo considerano partecipe della natura umana e Figlio di Dio in virtù della sua miracolosa concezione da parte del potere di Dio e ritengono che, sebbene sottoposto alle tentazioni, non abbia mai commesso alcun peccato e che per questo motivo fosse un perfetto sacrificio per portare alla salvezza l'umanità peccatrice. Dio gli donò, quindi, l'immortalità e lo fece ascendere al Cielo. Ritengono, inoltre, che Gesù ritornerà fisicamente sulla terra per instaurarvi il Regno di Dio, a compimento delle promesse fatte ad Abramo e a Davide.
I cristadelfiani ritengono che le persone si siano separate da Dio a causa dei loro peccati, ma che possono riconciliarsi con Lui diventando discepoli di Gesù, credendo nei suoi insegnamenti, facendo penitenza e attraverso il battesimo con totale immersione nell'acqua. La salvezza avviene per la grazia di Dio, ma ci si aspetta che i credenti vivano in modo coerente con gli insegnamenti della Bibbia.
Dopo la morte sostengono che i credenti entrino in uno stato di "non esistenza" senza accorgersi di nulla fino alla loro Resurrezione, al ritorno di Cristo, e in quel momento sarà loro donata (a seguito di un giudizio) l'immortalità e vivranno con Cristo su una terra restaurata, assistendolo nella realizzazione del Regno di Dio e governando sulla popolazione mortale per un millennio.
Il matrimonio e la vita familiare sono importanti e le relazioni sessuali sono consentite solo nei matrimoni eterosessuali tra credenti battezzati.
I Cristadelfiani rifiutano una serie di dottrine tradizionalmente ammesse dalle denominazioni cristiane ortodosse, tra le quali immortalità dell'anima, il trinitarismo, la preesistenza di Cristo, il battesimo degli infanti, la personalizzazione dello Spirito Santo e l'attuale possibilità di ottenerne i doni. Ritengono che tali dottrine siano state introdotte nel Cristianesimo dopo il I secolo e che non possano essere tratte dalla Bibbia.
Credono che il diavolo e Satana siano simbolici riferimenti al peccato e alla natura umana, in contrapposizione a quella divina, e che possano inoltre essere attribuiti a specifici sistemi politici o individui, in opposizione o in conflitto con Dio. L'inferno è inteso come riferito alla morte e alla tomba, piuttosto che come un luogo di tormenti eterni. Essi distinguono attentamente Sheol/Ades e Geenna.

## Suddivisioni
La maggior parte dei cristadelfiani, 55.000 di 60.000, aderiscono ad un credo: chiunque vi aderisca pubblicamente e sia membro di una comunità, è generalmente benvenuto nelle attività di qualsiasi altra comunità.
Altri gruppi aderiscono invece a credi differenti, che differiscono da quello sopra citato per alcuni aspetti.
- Cristadelfiani ("Centrale") = 55.000 (in tutto il mondo)
- Cristadelfiani "Senza emendamenti" = 1.850 (Sud-Ovest degli Stati Uniti, Ontario)
- Cristadelfiani "L'Alba" = 800 (Regno Unito, Australia, Ontario, India, Polonia, Russia)
- Chiesa di Dio della fede di Abramo = 400 (soprattutto Ohio, Florida)
- Cristadelfiani "Antichi sentieri" = 400 (Regno Unito 250, Australia 150)
- Cristadelfiani "Quelli di Berea" = 300 (200 Texas, il Kenya 100, Galles 30)
- Cristadelfiani "Compagno" = 80 (Australia, Nuova Zelanda, Regno Unito)
- Cristadelfiani "Guardiano" = 50 (Regno Unito, India)
- Altri gruppi molto piccoli = 100 ~ 150 totali

## Organizzazione
Non esiste un'organizzazione centrale o una gerarchia. I cristadelfiani sono organizzati in congregazioni locali, spesso chiamate ecclesia, del tutto autonome, ma collaborano tra loro sulla base della comune accettazione di un credo.
Il culto di queste comunità, che di solito si tiene alla domenica è centrato sul ricordo della morte e resurrezione di Gesù Cristo e con l'assunzione del pane e del vino. Altri incontri sono organizzati per pregare o per studiare la Bibbia e per l'evangelizzazione, che si svolge in forma di conferenze pubbliche e corsi sull'insegnamento biblico e di gruppi di studio e lettura. Si tengono anche corsi per corrispondenza, in particolare in area dove manchi la presenza cristiana.
Non esistono ministri di culto, ma i membri maschi della comunità sono eleggibili per l'insegnamento o la predicazione e i compiti vengono svolti a rotazione.
Solo i credenti battezzati sono considerati membri effettivi della ecclesia. Tuttavia i figli dei membri sono incoraggiati a partecipare alle scuole domenicali e ai gruppi giovanili. Sono incoraggiati gli incontri tra giovani delle diverse comunità locali, attraverso raduni regionali e nazionali.
I cristadelfiani ritengono che la Bibbia stabilisca una differenza di ruolo tra uomini e donne e nella maggior parte delle comunità le donne non possono essere scelte per l'insegnamento nelle riunioni formali dell'ecclesia se sono presenti credenti uomini. Tuttavia partecipano alle discussioni e insegnano ai bambini o ai non credenti, suonano musica, discutono e votano di questioni profane e sono impegnate in molte attività.
Esistono comitati appoggiati alle comunità ed eletti democraticamente per coordinare le attività di evangelizzazione, l'insegnamento ai giovani e le scuole domenicali, le questioni relative al servizio militare, la cura degli anziani e altre opere umanitarie. Tali comitati non hanno tuttavia alcuna autorità legislativa e dipendono completamente dal supporto dell'ecclesia. Le comunità di una stessa zona possono incontrarsi e collaborare regolarmente nelle loro attività.
La relativa uniformità dell'organizzazione interna delle comunità è probabilmente dovuta ad una guida per la conduzione di una ecclesia pubblicata già nel 1883.
I cristadelfiani sono obiettori di coscienza (ma non pacifisti) e generalmente respingono il coinvolgimento nella politica, far parte dell'esercito o delle forze di polizia. o l'aderire ad altre organizzazioni, quali i sindacati.
Una forte enfasi è data alla lettura e studio individuale della Bibbia (secondo un piano annuale sistematico detto "Bible Companion"), sulla preghiera e sulla moralità del comportamento.

## Culto
Non esiste una liturgia ufficiale e ciascuna comunità è libera di praticare il culto nei modi che ritiene più opportuni. Nel mondo anglofono tuttavia esiste una certa uniformità e raccolte di inni comuni.
Le prime raccolte di inni dei cristadelfiani facevano un ampio uso degli inni della Chiesa anglicana e della tradizione protestante inglese e in particolare dal salterio scozzese (Scottish Psalter). Il primo libro di inni pubblicato specificamente per l'uso da parte dei "Battezzati credenti nel Regno di Dio" (Baptised Believers in the Kingdom of God) una denominazione dei cristadelfiani alle origini del movimento, fu pubblicato a Edimburgo nel 1864 da George Dowie. Nel 1869 Robert Roberts pubblicò la raccolta denominata The Golden Harp. In seguito la "Christadelphian Magazine and Publishing Association" pubblicò il Libro degli inni cristadelfiano nel 1884, 1932, 1964 e 2002. Un più recente libro di inni (Praise the Lord) ha inserito canti liturgici contemporanei, coerenti con la teologia cristadelfiana e alcuni di essi furono in seguito incorporati nell'edizione del 2002 del Libro degli inni tradizionale. Altre comunità locali hanno le proprie edizioni di libri di inni.
In altri paesi sono stati prodotti libri di inni nella lingua del luogo e lo stile del culto riflette la cultura locale.
Il canto è tradizionalmente accompagnato dall'organo, ma recentemente sono stati introdotti anche altri strumenti: sono emerse bande musicali cristadelfiane ed è stata creata una fondazione (Christadelphian Art Trust) per promuovere le arti visuali e drammatiche.